# Nyctimene

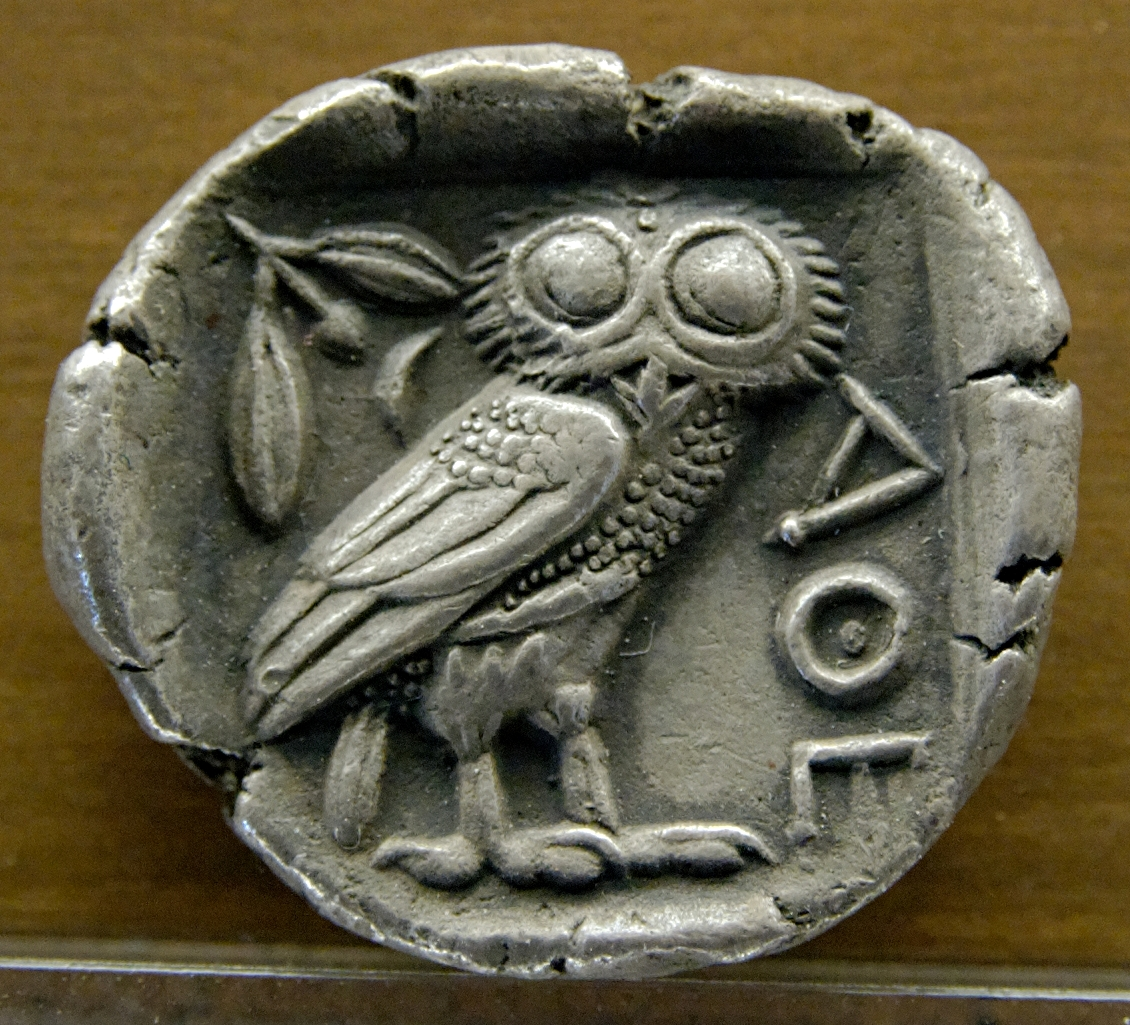
Sova na athénské stříbrné tetradrachmě, cca 480 – 420 př. n. l.

Nyctimene byla podle řecké mytologie dcera Epopea, krále Lesbu. Podle Hyginových Fabulae byla nejkrásnější dívkou a tak si její otec, přemožený touhou, zmocnil a ona se pak skryla v lesích. Athéna-Minerva ji pak z lítosti proměnila v sovu, která se pro svou hanbu ve dne skrývá a objevuje se jen v noci. O proměně Nyctimene v sovu, jež tak nahradila vránu jako posvátného ptáka Athény, se zmiňuje i Ovidius ve svých Proměnách.
Po Nyctimene je pojmenována planetka 2150, a také rod letounů z čeledi kaloňovitých.